# 东山庙
东山庙原名永泰寺，位于中国广州市东山区署前路。原为始建于明朝成化21年(1485年)的永泰庙，由内监韦眷修建，俗称太监庙，明宪宗敕赐名为永泰禅庙。清朝顺治7年(1650年)分割前殿为真武庙，并俗称东山庙。1950年建为东山区人民政府驻地。附近一带俗称东山也来源于此。